# Jean-Félix Bapterosses
Jean-Félix Bapterosses est un inventeur, un industriel et un homme politique français né le 2 septembre 1813 à Bièvres (Essonne) et mort le 13 avril 1885 à Briare (Loiret).
Il a fondé à Paris en 1845 une fabrique de boutons de porcelaine. Il rachète la faïencerie de Briare en 1851 devenue les Émaux de Briare par la suite, puis progressivement la Faïencerie de Gien à partir de 1864.
Il incarne l'archétype du paternalisme de l'entrepreneur catholique du XIXe siècle, se souciant du bien-être physique et moral de ses ouvriers, au même titre que ses contemporains Henri Schneider au Creusot ou les Wendel à Jœuf.

## Biographie
Jean-Félix Bapterosses (qui se fit appeler par la suite Félix Bapterosses, d'où les initiales FB), naît sous le Premier Empire, le 2 septembre 1813 à Bièvres dans le département de Seine-et-Oise. Il est le dernier d'une fratrie de cinq enfants. Son père, Jean-François, contremaître dans la Manufacture Oberkampf dite des toiles de Jouy à Jouy en Josas, chargé de la gravure des cylindres pour les toiles d'« indienne » vit dans un des logements de fonction créés dans l'ancien presbytère. Jean-Félix, après un passage chez les frères des écoles chrétiennes, le rejoint dès onze ans comme apprenti. Il gravit les échelons d'ouvrier à contremaître dans différents ateliers parisiens de construction mécanique - notamment Byver spécialiste des outils de polissage de glaces -,.
Marié en 1849, il aura quatre enfants. Il s'installe à Briare en 1851 et loge avec sa famille dans la maison de maître de la fabrique.
Il meurt à Briare le 13 avril 1885. Dix mille personnes assistent à ses funérailles. Aujourd'hui, on peut voir son buste en bronze sculpté par Henri-Michel-Antoine Chapu et réalisé par Ferdinand Barbedienne sur la place de la République à Briare où un monument lui est consacré. Ce buste -ainsi qu'un médaillon bronze du même- est également visible au musée de la mosaïque et des émaux de Briare et -à l'époque- une réplique en plâtre l'était dans tous les ateliers de la manufacture.

### Un inventeur précoce
Jean-Félix Bapterosses est un créatif s'intéressant particulièrement à la mécanique. Il présente un modèle de fusil se chargeant par la culasse vers 1835. Il adaptera plus tard cette invention pour perfectionner une presse à boutons. Il dépose un premier brevet à l'âge de 24 ans en 1837 puis en 1838 pour le perfectionnement de la lampe mécanique inventée par Bertrand Guillaume Carcel. Il se tourne ensuite vers un projet de machine à vapeur avec en tête une locomotive rapide, projet qui fera finalement l'objet d'un brevet en 1842.
Il part en voyage en Angleterre en 1843 pour visiter les usines Mintons à Stoke-on-Trent dans le Staffordshire, région spécialisée dans la céramique, et de Chamberlain (Worcester), fabricants de boutons céramiques qu'ils frappent à l'unité selon le procédé inventé par les frères Prosser en 1840,. Il rentre de ce périple pour déposer le brevet en 1844 d'une presse pouvant produire 500 pièces à la fois. La vente de celui-ci devait lui permettre de financer la fabrication de sa machine à vapeur, dont le brevet avait été déposé deux années plus tôt. Le prix demandé pour la machine étant trouvé trop élevé par les Anglais, Jean-Félix Bapterosses demeure avec sa machine à frapper les boutons sans savoir fabriquer la pâte à bouton. Après une phase de test, il met au point une pâte plus souple que la traditionnelle pour la confection des boutons en y ajoutant du lait, en partant de données issues de la manufacture nationale de Sèvres. Il profite de cette occasion pour inventer un four breveté à « moufles ouverts » chauffé à la houille en 1847 qui permet de surveiller de façon continue la cuisson des boutons. En 1849, Jean-Félix Bapterosses est récompensé par la section céramique de l'exposition de 1849, mais très vite il doit se défendre contre des contrefacteurs. Son talent d'innovateur est cependant rapidement reconnu, notamment par Jacques-Joseph Ebelmen directeur de la manufacture nationale de Sèvres ainsi qu'en Allemagne par G. Kühn, directeur de la manufacture royale de porcelaine de Saxe. Inventeur reconnu, il est donc nommé correspondant de la Société d'encouragement pour l'industrie nationale.
Jean-Félix Bapterosses est également un homme d'affaires. Il comprend l'importance de protéger ses inventions dans les principaux pays -dont par exemple l'Espagne en 1879-, mais aussi d'une Marque commerciale et de sa publicité, témoin et garante de la qualité des produits. Il affiche donc systématiquement ses initiales (FB) sur toutes ses cartes échantillons et les accompagna très vite des reproductions de médailles et autres récompenses recueillies dans différentes expositions universelles.

### L'ère industrielle
Jean-Félix Bapterosses ouvre sa première fabrique de boutons dits de porcelaine en 1845 dans le quartier parisien de Belleville. Deux ans à peine après l'ouverture de cette usine, et grâce à plusieurs inventions pour lesquelles il obtient une médaille d'or, les usines à Longton de Minton et Chamberlain doivent abandonner la fabrication de boutons,. Le succès aidant, il doit s'agrandir et déménage sa manufacture rue de la Muette. Le succès de son entreprise et les troubles sociaux découlant des évènements de 1848 l'incitent à chercher en province un autre emplacement pour sa manufacture.

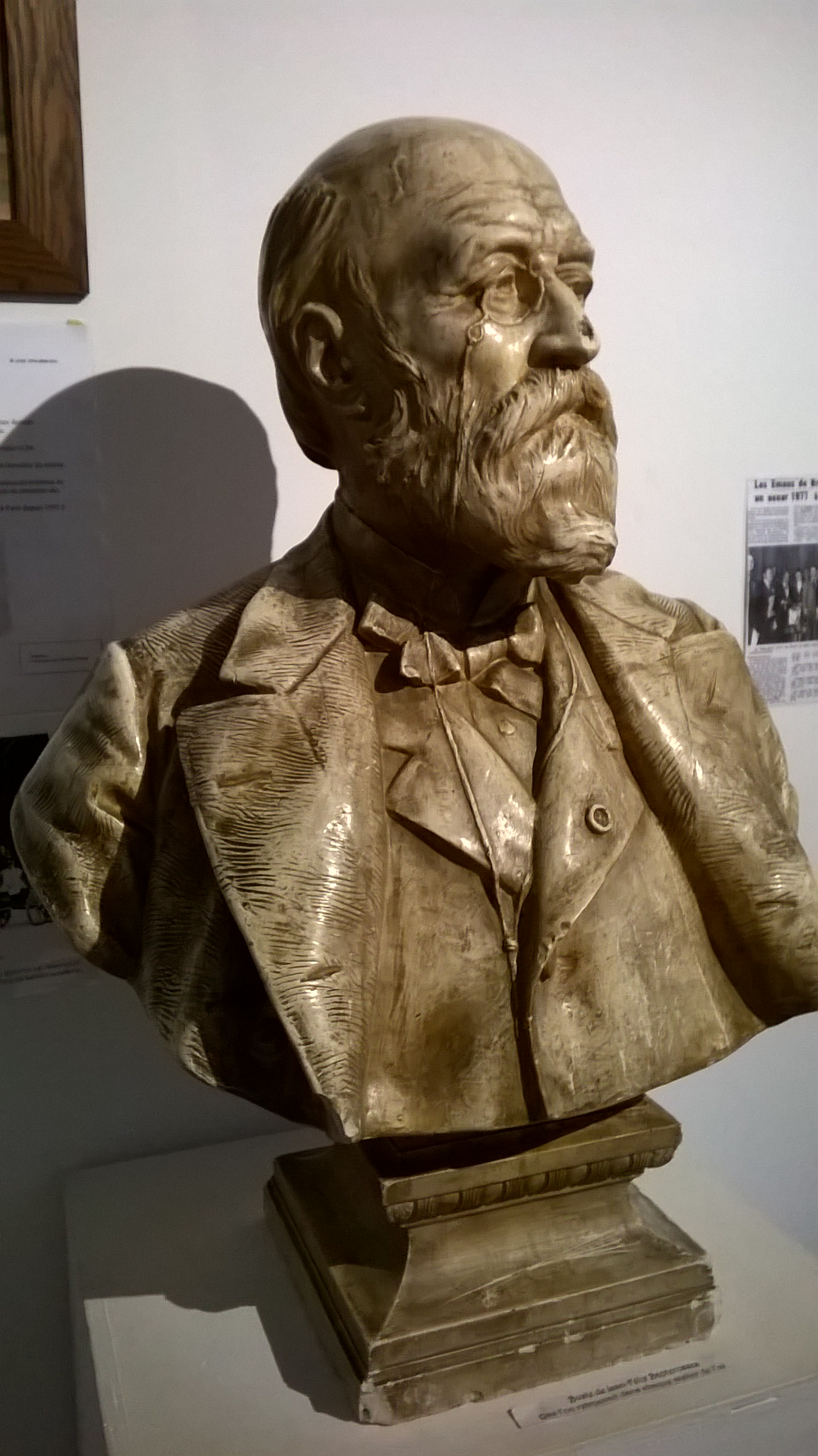
Buste de JF Bapterosses par Henri Chapu

En 1850, à la recherche d'un emplacement pour agrandir son usine, la légende rapporte que c'est à l'occasion d'une panne de diligence qu'il découvre la faïencerie de Briare alors en difficultés financières. Il la rachète en 1851. Aidé par son frère aîné, Jean-Frédéric Bapterosses, plus porté sur la chimie, il se met à développer les formes et les couleurs de ses produits. Il construit quelques années après une briqueterie aux Combles, près de Châtillon-sur-Loire qui lui permet d'agrandir considérablement la faïencerie d'origine, occupant alors 17 hectares.
En 1857, il lance la fabrication des boutons à queues métalliques, et en 1864 celle des perles,.
Il devient, à l'occasion de sa transformation en société anonyme, le premier président du conseil d'administration de la faïencerie de Gien pour laquelle il invente un système d'encastage spécial qui est en partie à l'origine du succès de la marque. Il fait construire dans son enceinte, outre une annexe à sa fabrique de perles et de boutons de Briare, une usine à gaz qui assure notamment l'éclairage public de Gien pendant 20 ans (jusqu'en 1886).

### Un philanthrope impliqué
Jean-Félix Bapterosses est croyant et relativement proche des catholiques libéraux dans la lignée de Félix Dupanloup, évêque d'Orléans. L'abbé de Briare se plaint néanmoins en 1869 à l'évêché du manque de ferveur religieuse de Bapterosses.
Il devient cependant administrateur et donateur du Bureau de bienfaisance briarois - institution au service des indigents - dès 1854. Il finance la construction d'une gendarmerie et l'achat du château des seigneurs du canal de Briare vendu par la Société du canal en liquidation, après l'avoir acquis en 1657 pour le transformer en mairie en 1861. En 1867 il crée la Société de secours mutuels- sorte de Sécurité sociale avant l'heure pour s'occuper de ses ouvriers souffrant mais aussi pour les autres habitants de la commune souhaitant en profiter. En 1869, il fait construire des écoles qui reçoivent 240 enfants au sein de l'usine, et invente un procédé mécanique (breveté en 1868) afin de régler l'éloignement du siège et la hauteur du repose pied en fonction de la taille des enfants  notamment utilisé dans l'école municipale supérieure d''Auteuil, et présenté à l'Exposition universelle de 1878 à Paris où il fut loué pour son ingéniosité, au même titre que ses maisons ouvrières. En décembre 1870, il paie la rançon exigée par les occupants prussiens. En 1875, il ouvre à ses frais une école à Langesse, où pourtant il n'a pas d'intérêt direct connu. Il participe également au financement de la reconstruction du Palais de la Légion d'honneur après son incendie en 1871. Il fait construire en 1876 les cités ouvrières capables de loger plus de 180 familles, soit environ 800 personnes. Peu avant sa mort en 1882, il dessine les plans pour construire un hôpital et une maison de retraite.

### Carrière politique

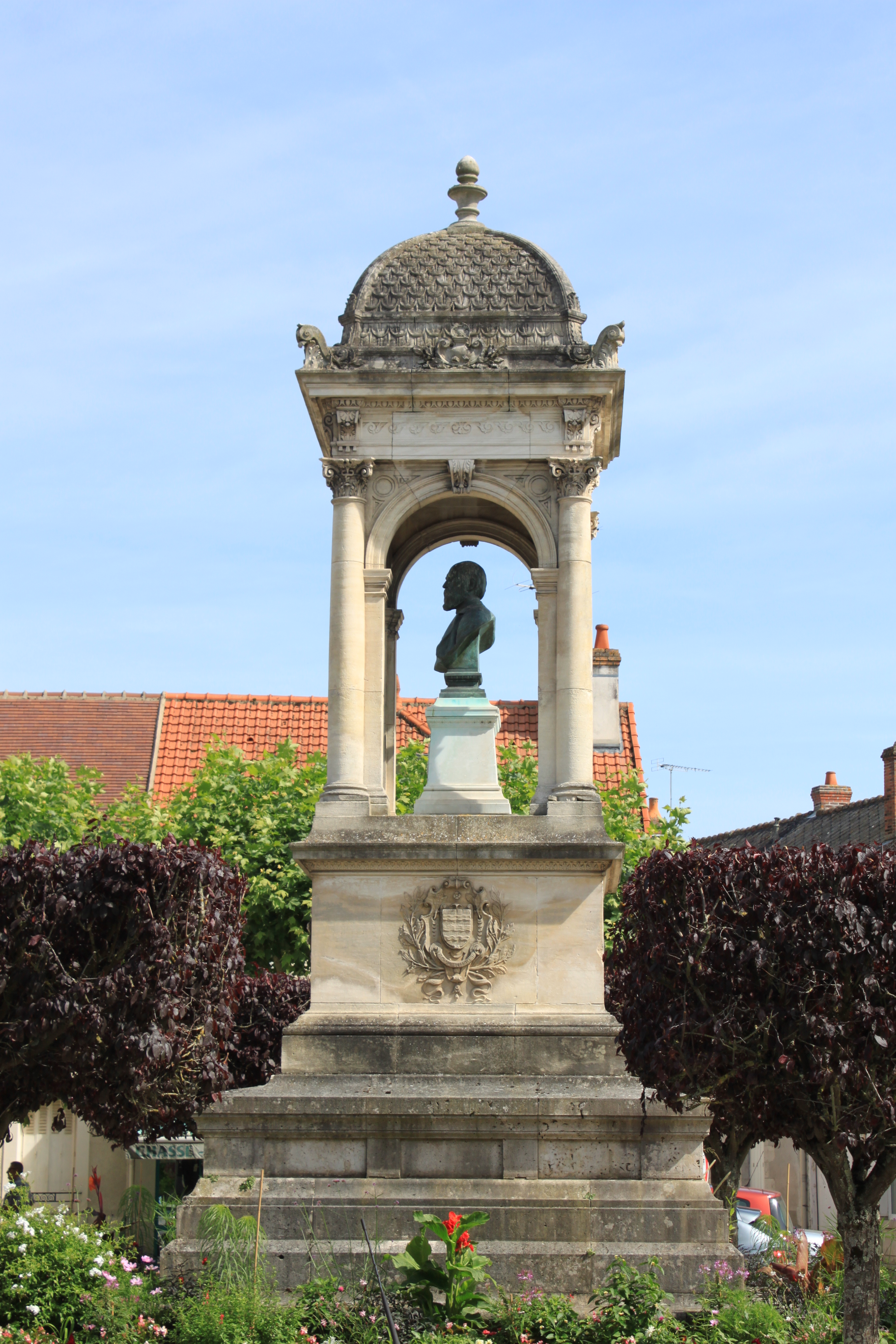
Monument à JF Bapterosses (Briare)

Jean-Félix Bapterosses devient conseiller municipal de Briare en 1852, soit une année à peine après son arrivée à Briare, et reste en poste jusqu'en 1874. Il reçoit le plus de voix mais ne brigue jamais la charge de maire. Il devient ensuite délégué cantonal puis conseiller général du canton de Briare dès 1857, soutenu en cela par le gouvernement par le biais du sous-préfet de Gien. Il conserve son siège jusqu'à son décès en 1885. Il est nommé en 1855 chevalier de la Légion d'honneur, et il reçoit en 1878 le grand prix de céramique et la rosette d'officier de la Légion d'honneur.

### Sa descendance
Ayant eu trois filles et un seul garçon (Léon (1853-1886), envoyé aux États-Unis, pour se former, gérant de la société en commandite mort en 1886), Jean-Félix Bapterosses souhaite assurer sa succession en filtrant soigneusement ses gendres en fonction de leurs études : Raymond Bacot, époux de Marie-Louise, est polytechnicien et futur père de Jacques Bacot, Alfred Loreau, époux de Blanche, sort de l'École centrale tandis que Paul Yver, époux de Jeanne, est aussi polytechnicien. Les trois gendres se succéderont à la tête des émaux de Briare.
Le premier marie sa fille Henriette Bacot à Robert Chodron de Courcel. Jean-Félix Bapterosses est ainsi l'arrière-arrière-grand-père de Bernadette Chirac.
Les deux derniers suivront les traces de leur beau-père à la faïencerie de Gien et prendront différents mandats politiques (maire de Briare pour Paul Yver ; maire de Briare, conseiller général du canton de Briare et député du Loiret pour Alfred Loreau).
Le nom Bapterosses s’éteint malgré deux tentatives de le faire revivre par ses petits-enfants qui avaient adjoint son nom au leur : René Loreau-Bapterosses et André Yver-Bapterosses. À l'occasion du centième anniversaire de sa naissance (trente ans après sa mort), et sous l'impulsion de son gendre Alfred Loreau, maire de Briare à l'époque, de grandes festivités ont été organisées à Briare avec une messe conduite par monseigneur Stanislas-Arthur-Xavier Touchet, futur Cardinal.